# 瓦茨拉夫·霍拉克
瓦茨拉夫·霍拉克（捷克語：Václav Horák，1912年9月27日—2000年11月15日），捷克男子足球运动员，司职前锋。他曾代表捷克斯洛伐克国家队参加1938年国际足联世界杯，结果队伍止步八强。